# Supercoppa del Portogallo 1993 (hockey su pista)
La Supercoppa del Portogallo 1993 è stata la 12ª edizione dell'omonima competizione portoghese di hockey su pista. Il torneo ha avuto luogo dal 1º al 18 dicembre 1993. 
A conquistare il trofeo è stato il Barcelos al primo successo nella sua storia.

## Squadre partecipanti
| Club     | Qualificazione                                          | Partecipazioni precedenti (il grassetto indica la vittoria) |
| -------- | ------------------------------------------------------- | ----------------------------------------------------------- |
| Barcelos | Detentore della 1ª Divisão e della Coppa del Portogallo | 1992                                                        |
| Benfica  | Finalista della Coppa del Portogallo                    | 1982, 1983, 1986, 1991, 1992                                |

## Risultati
| Squadra 1 | Totale | Squadra 2 | Andata | Ritorno |
| --------- | ------ | --------- | ------ | ------- |
| Benfica   | 8 - 9  | Barcelos  | 5 - 3  | 3 - 6   |

| Lisbona 1º dicembre 1993 Finale di andata | Benfica | 5 – 3 | Barcelos |  |

| Barcelos 18 dicembre 1993 Finale di ritorno | Barcelos | 6 – 3 | Benfica |  |